# Mijat Tomić
Mijat (Mijovil, Mihat, Mijo, Miho) Tomić (Gornji Brišnik, 1610.? –  Doljani kod Jablanice 20. srpnja oko 1656.) bio je hrvatski hajduk. Uz Andrijicu Šimića jedan je od najpoznatijih hercegovačkih hajdučkih harambaša.  
Mijat Tomić čest je lik u brojnim povijesnim lirskim i epskim pjesmama, povijesnim i etiološkim predajama. Anđelko Mijatović priredio je 1969. knjigu narodnih pjesama o Mijatu Tomiću. O pogibiji Mijata Tomića objavljeno je 28 epskih pjesama.
Rođen je u selu Gornji Brišnik, u današnjoj općini Tomislavgrad. Pjesme o njemu pjevali su i izdavali hrvatski guslari Željko Šimić (Hrvatski hajduk i narodni junak Mijat Tomić, Mijat Tomić i paša od Zvornika), Mirko Tomić (Mijat Tomić odmeće se u hajduke), Ivan Antosović, Jozo Radoš-Marić (Duvanjski junaci), Mile Baković (Duvno polje kolijevka Hrvata) itd. Knjiga Junačina Mijat Tomić Dubravka Horvatića u Hrvatskoj spada pod školske lektire. U Tomislavgradu postoji udruga Hajdučka družina Mijat Tomić.

## Podrijetlo
Prve tiskane i objavljene podatke o Tomićevom podrijetlu navodi fra Filip Grabovac (1698. – 1749.) u svom djelu Cvit razgovora naroda i jezika iliričkoga aliti arvackoga, Venecija, 1747. U tom djelu navodi: 
Tu misao potvrđuju i ostali dokumenti u kojima se govori o Mijatu Tomiću.

## Mladenačko doba
Po predaji Mijat je rano ostao bez roditelja (Ivana i Kate). Dok je još bio u kolijevci othranio ga je stric Niko. Iz dokumenata je vidljivo da je Mijat oko 1640. imao dva živa brata živa od kojih se stariji zvao Marko, a po predaji je imao i dvije sestre: Mandu, majku poznatog hajduka Malog Marijana, i Jelenu, koja je bila udana u Sinj. Kasnije su iz Gornjeg Brišnika preselili u Donji Brišnik, gdje se i danas ukazuje na mjesto i ostatke njegovih kuća.
Kad je Mijat odrastao otišao je od strica i stupio je u najam kod bega Kopčića i kod njega je do dvadesete godine čuvao ovce. Kao dvadesetogodišnjak bio je tako jak i snažan da se s njime nitko nije mogao pohrvati niti se natjecati u bacanju kamena niti nekog drugog natjecanja u čitavom duvanjskom kraju.
Jednoga je dana u Duvno došao neki Arap, postavio šator na livadi i na megdan pozvao bega Kopčića. Na narod je Arap udario nasilje i moralo mu se donositi sve što je tražio. Kad je Mijat došao uvečer kući, našao je bega nevesela pa kad je saznao za uzrok, Mijat se nasmije i ponudi se zamijeniti bega, a beg ga stane blagoslivljati. Ujutro se Mijat spremi za megdan i pođe potražiti protivnika. Arap je na megdanu bacao neku smrdljivu vatru na protivnika, pa ga onda ubijao. Mijat se prekriži, zazove Boga za pomoć i pođe protiv Arapa. Arap baci vatru na Mijata, ali ga Mijat zgrabi rukama, udari s njim o zemlju i pogubi ga njegovom sabljom. Beg Kopčić još više zavoli Mijata i daruje mu livadu zvanu Jabuka. Po predaji, megdan je dijeljen na Duvanjskom polju, kod rječice Drine, na livadama zvanim Crvenićka uža.

## Odlazak u hajduke
U hajduke je Tomić krenuo u Vran planinu, jer mu je duvanjski kadija Suzica preoteo dio očevine, Jabuku livadu. Druga predaja dovodi odlazak Mijata Tomića u hajduke u svezu s njegovim gospodarom begom Kopčićem. Po toj predaji Mijat je čuvao begove ovce do svoje dvadesete godine. Umjesto svoga gospodara izašao je na megdan nasilniku Arapu, koji je bio ucijenio čitavo Duvno. Kad mu se gospodar ženio iz kasabe Duvna Mijat je nosio barjak u njegovim svatovima. To je bilo krivo Turcima svatovima i jedan od njih natjerao je konja na Mijata, a Mijat je ubio Turčina. Kad su doveli djevojku u begovu kulu, noću je pobjegao u Vran planinu i postao hajduk.
O uzrocima odlaska Mijata Tomića u hajduke saznajemo u narodnoj predaji, koju je zabilježio Stojan Rubić, i u nekim pjesmama uzrok odlaska u hajduke vezan je za Mijatovo barjaktarstvo u svatovima bega Kopčića. Po toj predaji Kopčićevi svatovi su se uoči večere natjecali u bacanju kamena s ramena i u drugim igrama, a Tomić je u svemu prednjačio. Turcima to nije bilo svejedno i oni ga odluče ubiti. Mijat je osjetio što mu se sprema i kada je počela svatovska večera pobjegao je iz kuće, iako su ga zvali da se vrati. Stric mu je već bio umro. Nije smio kući u strahu od Turaka i odlazak na Vran planinu.
U pjesmi koja je zabilježena u Orašcu kod Zatona govori se da je onaj svat koji je prigovarao Amur-begu Kopčiću što je Mijatu povjerio barjak bio Osman Renković, pobunivši se: "Gospodaru Kopčić Amur-bego, sve si dobre skupio svatove, Ali imaš loša barjaktara, Kopile je od četiri baba. A kad ga je Mihat razumio, on je konjem na konja udario. Omlati mu dvije zaušnice; Kako ga je lako udario, Dva mu zdrava zuba izvadio, Ispanula, na travu panula."
U jednoj pjesmi, zabilježenoj u Petrovu polju kod Drniša, govori se, kako je Mijat bio netočno okrivljen i nepravedno osuđen na globu i batinanje, pa se poslije toga odlazak u hajduke.
Po jednom dubrovačkom podatku iz 1642. Mijat Tomić otišao je u hajduke radi nasilja ondašnjeg ćehaje (povjerenika) hercegovačkog sandžak-bega, međutim o njegovu imenu i nešto pobliže o samom uzroku Mijatova dlaska u hajduke dokument ne govori.

## Hajdukovanje
Među Mijatovim hajducima bili su i rimokatolici i pravoslavci i muslimani. On je imao svoje najvjernije jatake u selu Drašnicama koji se nalazi u Makarskom primorju. Ti jataci Tomiću su nabavljali prah, olovo i opanke te su dolazili u četu. Mijat je zaklonio ženu u Primorje, pa se podigao na Turke, kada su oni bili najokrutnije u Bosni i Hercegovini. Zbog svog osvećivanja Turcima, Tomić je bio omiljen među narodom te ga je narod čuvao od svake izdaje. I danas postoji poslovica: tko te pita za Mihatove konake; (Tko te pita za ono što se ne pristoji? Za ono što kazati nemaš? Za ono o čem nije govora?).
Po predaji Mijatov bijeg u planinu Vran brzo se pročuo po duvanjskom kraju i oko Mijata su se okupili hajduci, a prvi među njima bio je Mijatov sestrić poznat kao Mali Marijan. 
U velikom broju narodnih pjesama iz Mijatova ciklusa spominje se njegova družina u brojnosti od 33 do 42 hajduka, u nekolicini pjesama navodi se brojnost njegove družine od 30 druga, dok se u pjesmi Mijat Tomić, od kuma izdat, pogibe spominje jačina njegove družine od 40 druga. Neke navode narodne pjesme potvrđuju podaci iz dokumenata, pa i taj broj. U pismu koje je Mijat pisao oko Nove godine 1640. zapovjedniku Imotskog prijeti se s četrdeset svojih ljudi koji su rođeni pod puškom i sa sabljom.
Iz povijesnih podataka o hajducima vidljivo je da su se pojedine hajdučke družine radi sigurnijeg uspjeha pri napadajima na karavane i pojedina naselja udruživali i zajednički napadali. O tome se govori i u nekim narodnim pjesmama. Tako se u nekim pjesmama govori kako se Mijatova družina udružuje s družinama hajduka i uskoka: bana Pivljanina, Trutaka Crnogorca, harambaše Zečevića iznad Goranaca, Muje Hrnjadina (Muje Hrnjice) iz Kladuše, Vuka Mandušića, harambaše Mitra, Petra Gusića, harambaše Plavše, Stojana Jankovića, Milutina Janka, Ilije Smiljanića, Marka Kotarana, Deli-Markovića i još nekih drugih.
Husein Đogo zabilježio je da u selu Repovcima u konjičkome kotaru seljaci pričaju kako im je „Tomić Mijovil sa svojom družinom doveo u selo vodovodom vodu sa Lisinja.”
U Hercegovini se pripovijeda da je prezime Naletilić postalo tako što je nekoj djevojci „naletilo” Mijatovo dijete. U Orlacu (Raštanima donjim kod Mostara) nalazi se hajdučka pećina koju narod zove Pećina Mijata Tomića. U Donjem Polju na obroncima Vran planine u blizini Hajdučkih vrleti nalazi se Mijatova pećina. Martić-Jukićeva pjesma Mijat Tomić i kadija tešanjski spominje kako je Mijat Tomić po raznim stranama Bosne i Hercegovine gradio česme za putnike i prolaznike. To potvrđuju predaje koje se i danas kazuju. Mijat-harambaša zimovao je kod svojega prijatelja Džafer-bega Kopčić, gdje je tri zime zimovao i gdje mu je lijepo bilo u pobratima i kod pomajke k’o u mile majke.

## Kobna izdaja Mijatova trostrukoga kuma Ilije Bobovca
Dvadeset godina je hajdukovao po planinama sve dok ga nije izdao trostruki kum Bobovac Ilija iz Doljana kod Jablanice koji ga je pozvao u goste na Ilindan (20. srpnja) koji je patron župe Doljani. Bobovac je obavijestio žandare i smjestio ih na tavan svoje kuće u koju je došao Mijat. Kad mu je kuma krvavim rupcem signalizirala da je izdan, on je rekao: „Ne boj se kumo ne more me sablja presicat nit puška probijat jer je na meni sedam pancira, samo me može probit zrno kositra.” To je čuo Klišanin Arap i odmah otkinuo pucu s prsiju (zrno kositra) i napunio pušku. Kad je Mijat nazdravio Bobovcu Iliji i počeo piti iz čaše vino, ukazala mu se tad jabučica pod vratom, gdje se kopčaju panciri i tu ga je Arap iz puške pogodio. Ubio ga Klišanin Arap iz puške ispod krova kad je sjedio pred kulom Bobovac Ilije, kad je nazdravljao. 
U tome je, zabrinut za Mijata, stigao Mali Marijan. Mijat je uspio reći: „Jezus Marija, drži me, Marijane, i biži, osveti me, drago dite moje.” Marijan je Mijata nosio do njive Pošćeci pod Sovićkim vratima. Tu je Mijat izdahnuo i tu počiva. Marijan je s ostalim hajducima osvetio Mijatovu smrt. Marijana su uhitili, odveli u Sarajevo i tada mu se svaki trag gubi.
Paradigmatske su riječi fra Filipa Grabovca: „Smrt Mihatova drugi nam je izgled, čega se ima najviše bojati podjarmljeni narod: lakomosti za blagom i za gospodstvom. Lakomost Ilije Bobovca izdade kuma svoga; lakomost nas izda Turčinu.”